# Saissac
Saissac  es una localidad y comuna francesa, situada en el departamento del Aude en la región de Languedoc-Roussillon, en la Montagne Noire, a 467 m de altitud sobre el nivel del mar. 
A sus habitantes se les conoce por el gentilicio Saissagais.
Edificado sobre planta urbanística en hemicírculo, por su situación geográfica, en un balcón natural, desde la localidad se domina la gorge (garganta o barranco) de Vernassonne y toda la llanura que se extiende desde Carcasona a Castelnaudary (Lauragais).

## Etimología
El nombre de Saissac aparece por primera vez en los textos en el siglo X; deriva de la denominación anterior en galo-romano Saxiago.

## Historia
La localidad y castillo de Saissac aparecen citados por primera vez en el año 958 en una acta de la abadía de Montolieu, reconociendo a la población como capital de una zona llamada "Saissaguès".
En el año 1191 el castillo y tierras pertenecían al señor occitano Bertran de Saissac, uno de los nobles más involucrados con el catarismo y una de las personas más influyentes en el Vizcondado de Carcasona. Este dato se acentuó a la muerte del Vizconde Roger II  Trencavel (1194) cuando Bertran fue escogido tutor de Raimundo Roger Trencavel, que contaba con nueve años de edad. Su compromiso con el catarismo también lo demostró al actuar de árbitro en diversos debates de Perfectos cátaros con clérigos católicos.
En el siglo XIII el castillo estaba habitado por su descendiente Jourdain de Saissac. Pero poco después pasó a manos de Simón de Montfort, en 1209 durante la cruzada albigense, que lo otorgó a su compañero de armas francés Bouchard de Marly. posteriormente,  en el año 1234, por mandato del rey Luis IX de Francia, la localidad cohabita bajo el mandato de dos señores: una parte es restituida a la familia de "faydits" Saissac y otra, a Lambert de Thurey, compañero de armas de Simón de Montfort.
En el siglo XIV, Saissac es transferido por completo a la familia Levis, pasando a estatus de baronía. Ya durante el siglo XVI, después de pasar por el mandato de sucesivos señores, y durante las guerras de religión, tropas de protestantes se refugiaron en la población; como consecuencia, el burgo fue casi completamente destruido. En 1604, fue erigido como marquesado por Enrique IV.
En los siglos XVII y XVIII el pueblo experimentó gran prosperidad gracias a la industria textil de paños.

## Lugares de interés
El pueblo conserva muchas casas medievales, como la "Casa Soldano", del siglo XIII. En el antiguo recinto amurallado, del siglo XIV, quedan dos torres cuadradas y almenadas.
- Castillo de Saissac, forma parte de los denominados castillos cátaros, paradójicamente, no se encuentra en el punto más alto del espolón rocoso, sino en una zona más baja, en el barranco sobre el que está situada la localidad.
- Vestigios de la antigua villa castral de Saissac, a los pies del castillo (en su parte baja).
- El Museo des Vieux Métiers, emplazado en un torreón medieval de la parte de amurallamiento de la Edad Media que aun conserva el pueblo, donde se reproduce la vida cotidiana antiguamente en la Montaña Negra
- El béal de Saissac, canal artificial de riego y suministro de agua de la Edad Media que recoge agua de los ríos Vernassonne y Aiguebelle. Mide dos kilómetros de longitud y cruza el pueblo.
- Placa conmemorativa al maquis y los maquisards.
- Iglesia parroquial de Saint_Michel, románica de finales del siglo XIII

En las proximidades:
- Lago artificial llamado Bassin du Lampy, construcción artificial para proveer de agua el Canal du Midi.
- Presa de agua, la Prisse d'Alzeau, construida por Pierre-Paul Riquet para el control del nivel abastecimiento de agua del Canal du Midi
- Abadía de Villelonge (en idioma occitano "Vilalonga"), del siglo XII, en ruinas.
- Arboretum du Lampy